# Våler (Hedmark)
Våler – miasto i gmina w Norwegii, w okręgu Hedmark.
Våler jest 158. norweską gminą pod względem powierzchni.

## Demografia
Według danych z roku 2005 gminę zamieszkuje 3924 osób. Gęstość zaludnienia wynosi 5,57 os./km². Pod względem zaludnienia Våler zajmuje 234. miejsce wśród norweskich gmin.
| ludność stan na 1 stycznia 2005 |         |           |       |
|                                 | kobiety | mężczyźni | razem |
| osób                            | 1977    | 1947      | 3924  |
| %                               | 50,38%  | 49,62%    | 100%  |

| wykształcenie stan na 1 października 2004 |        |         |        |        |
|                                           | podst. | średnie | wyższe | niezn. |
| osób                                      | 996    | 1856    | 404    | 40     |
| %                                         | 30,22% | 56,31%  | 12,26% | 1,21%  |

## Edukacja
Według danych z 1 października 2004:
- liczba szkół podstawowych (norw. grunnskolar): 4
- liczba uczniów szkół podst.: 426

## Władze gminy
Według danych na rok 2011 administratorem gminy (norw. rådmann) jest Per Olav Lund, natomiast burmistrzem (norw. ordfører, d. borgermester) jest Kjell Konterud.